# Хорольщина:Енциклопедичний довідник
Хорольщина : енциклопедичний довідник — довідкове видання, присвячене історії, культурі, географії, населеним пунктам і видатним людям Хорольського району Полтавської області України. 
Енциклопедичний довідник в абетковому порядку містить близько 540 статей-довідок про адміністративний устрій, історію міста Хорола, сіл, сільських рад району. До книги включено довідки про історичні частини (кутки) Хорола, окремі (найважливіші) міські вулиці, пам'ятники та пам'ятки археології, архітектури, підприємства, заклади освіти і культури. Велику інформацію подано про відомих осіб, життя і діяльність яких тісно пов'язані з Хорольщиною, зокрема, Героїв Радянського Союзу, повних кавалерів Ордена Слави, нагороджених державними званнями та інших достойників краю. 
Книга має коротку авторську передмову-представлення видання. У книзі близько 150 чорно-білих ілюстрацій.   
Всі дані у виданні подано станом на 1 листопада 2007 року.
Джерелами інформації для енциклопедичного довідника були: Центральний Державний архів України, Державний архів Полтавської області, Хорольський районний архів, відомчий архів Хорольської міської ради, Хорольський районний краєзнавчий музей, Хорольська центральна районна бібліотека, статистичні дані районного відділу статистики, Енциклопедія українознавства, Полтавщина:Енциклопедичний довідник, Козлов В. Історія Хорола (Полтава: «Оріяна», 2006), газета «Вісті Хорольщини» (1989-2006 роки), газета «Колгоспна правда» (1963—1988 роки), газета «Соціалістична Хорольщина» (1943—1962 роки); інтернет-матеріали, приватні архіви Ю.Б. Бойка, О.М. Кожевнікової, А.М. Олійника. 